# A Seychelle-szigetek hívójelkörzetei
A Seychelle-szigetek jelenleg (2024) nincs felosztva területi alapon hívójelkörzetekre. A hívójelek jellegük alapján differenciálva vannak.
A Seychelle-szigetek számára az ITU a S7 hívójelprefixet határozta meg.
Az Egyesült Királyság fennhatósága alatt a VQ9 prefixet használták.
| Prefix | Körzet | Hely/jelleg                                                     | ITU zóna | CQ zóna | 1 szintű QTH lokátor |
| ------ | ------ | --------------------------------------------------------------- | -------- | ------- | -------------------- |
| S7     | [0..9] | Seychelle-szigetek                                              | 53       | 39      | LI                   |
| S7     | [0..6] | 3 karakteres szuffixummal (S7[0..6]???) Haladó licensz          | 53       | 39      | LI                   |
| S7     | [0..6] | 2 karakteres szuffixummal (S7[0..6]???) Teljes licensz          | 53       | 39      | LI                   |
| S7     | 7      | Klubállomások                                                   | 53       | 39      | LI                   |
| S7     | 8      | Átjátszóállomások                                               | 53       | 39      | LI                   |
| S7     | 9      | 3 karakteres szuffixummal (S79???) Kezdő licensz                | 53       | 39      | LI                   |
| S7     | 9      | 2 karakteres szuffixummal Praslin sziget                        | 53       | 39      | LI                   |
| VQ     | 9      | Kivezetve, az Egyesült Királyság fennhatósága alatt használták. | 53       | 39      | LI                   |

Seychelles Amateur Radio Association

## Lajstromjel
Vízi és légi járművek lajstromjelezéséhez az S7 prefixet használják.